# Abd al-Haqq II
Abd al-Haqq II (en árabe: عبد الحق الثاني‎; 1419 - 14 de agosto de 1465), de nombre completo Abu Muhámmad Abd al-Haqq, fue el último sultán de la dinastía merínida, que gobernó entre octubre de 1420 y el 14 de agosto de 1465, hijo de Abu Sa'id Uthmán III y de una cautiva española.
Fue atacado en 1437 por los hermanos de Eduardo, rey de Portugal, Enrique y Fernando, quienes desembarcaron en África con un ejército y pusieron sitio a Tánger. El éxito les fue desfavorable, quedando vencidos y prisioneros el infante Fernando, que dirigía las fuerzas cristianas.

## Biografía
Abd al-Haqq II fue nombrado sultán en octubre de 1420 bajo la regencia de un visir wattasí, y más tarde fue sultán nominal bajo control wattasí hasta 1465.
Abd al-Haqq era hijo del sultán Abu Sa'id Uthmán III, que intentó sin éxito recuperar Ceuta de manos de los portugueses en 1419. Esto provocó una inestabilidad en el Estado meriní que culminó con un golpe de Estado en Fez en 1420, en el que Abu Sa'id Uthmán III fue asesinado. En ese momento, su hijo y heredero Abd al-Haqq tenía apenas un año de edad. Inmediatamente estalló una lucha por la sucesión, ya que rápidamente surgieron otros pretendientes.
Abu Zakariya Yahya al-Wattasi era gobernador de Salé. Al enterarse de la noticia del asesinato del sultán, Abu Zakariya se apresuró a tomar el control del palacio real de Fez, proclamó al niño huérfano Abd al-Haqq como nuevo sultán meriní y se nombró a sí mismo su regente y ministro principal (visir). Marruecos pronto se sumió en el desorden y la discordia. En 1423, el regente Abu Zakariya al-Wattasí se había convertido en el gobernante efectivo del estado.
Cuando Abd al-Haqq alcanzó la mayoría de edad en 1437, Abu Zakariya se negó a renunciar a la regencia. En 1437, un intento portugués de aprovechar la disputa y tomar Tánger por asedio resultó infructuoso, lo que elevó la moral de los marroquíes y aumentó el prestigio de los jerifes que habían dirigido la defensa. Abu Zakariya aprovechó al máximo la victoria para consolidar su poder. Se olvidó de toda idea de rendición de la regencia. En enero de 1438, bajo su administración, se redescubrió la tumba de Idrís II, fundador de Fez y de la dinastía idrisí, que se convirtió en un importante destino de peregrinación.
Abu Zakariya fue sucedido por su sobrino, Ali ibn Yusuf, en 1448. Ali ibn Yusuf fue a su vez sucedido por el hijo de Abu Zakariya, Yahya ibn Abu Zakariya, en 1458. Aunque Abd al-Haqq era nominalmente sultán, no tenía poder. Fue asesinado en 1465 durante la revuelta marroquí de 1465.
Abu Zayyán, hijo del anterior, se cambió de nombre a Fernando de Fez-Muley y es el fundador de la familia Fez-Muley.
Su sobrino, bautizado con el nombre de Jorge Velho, fue ahijado de bautismo del capitán Fray Gonçalo Velho, su amigo, con lo cual fue para los Azores, y el cual le hay acertado el matrimonio c. 1450 con África Anes, nacida c. 1430, y fue uno de los primeros pobladores de esas islas. Era el jefe de los caballeros moriscos, hidalgos de África y de la Casa del Infante Enrique el Navegante. Su hijo Pedro Jorge (c. 1450 - d. 1528) fue caballero de la Orden de Hermanos Hospitalarios de San Juan de Jerusalén en Rodas y testó con su esposa nel 4 de enero de 1525 y novamente nel 3 de marzo de 1528. Carlos de Melo Bento, en su comunicación en "Participación Cívica y Política en la Historia y en la Tradición Azorianas", Ponta Delgada, 5 de Março de 2005, refire: "Por la proximidad de las datas me convenzo de que este príncipe árabe tenga sirvido de moneda de troca con el infante Fernando de Portugal, que murió cautivo en Fez después del desastre de Tánger, en 1439. Escrivi al cronista mayor del reino de Marruecos y al Prof. Doctor Abdel Hadi Tazi y juzgo que la tésis que este hay defendido después de ese mi contacto hay confirmado mi sospecha.".

### Citas
1. ↑  Bosworth, 1996, p. 41.
2. 1 2  Julien, 1931, p. 195–196.
3. 1 2  Abun Nasr, 1987, p. 114.
4. ↑  Julien, 1931, p. 195.
5. ↑  Powers, 2002, p. 162.
6. ↑  Julien, 1931, p. 196.
7. 1 2  Powers, 2002, p. 14.
8. ↑  Bosworth, 1996, p. 42.
9. ↑  Gaspar Frutuoso, "Saudades da Terra", siglo XVI